# Рудня-Почаївська школа
ПЕРША письмова згадка про школу датується листопадом 1898 р. («Волынские ведомости», 6.11.1898 р., Луцький обласний архів). її засновником був Володимир Іванович Шумовський. Першим вчителем — дяк Михайло Лисицький. У церковно-приходській школі 1898 р. навчалося 35 дітей (з них чотири дівчинки).
Після війни 1914 р. в село приїжджає сім'я Йосипа Шишка. Старша його дочка Олена, після закінчення Житомирської гімназії в 1915p., стає за вчительський стіл школи с. Пустоіванного. В ній вона пропрацювала аж до виходу на пенсію — в 1960 р.
З 1920 p. навчання проводилось польською мовою. Діти навчались охоче і вже в 1931 р. в школі навчалось понад 70 дітей (церковний звіт за 1931 p.).
Справжній розквіт освіти в селі бере початок з 1944 р. Відразу після звільнення села (березень 1944 р.) під школу виділяється найкраще приміщення — колишньої гміни. Спочатку навчалися діти 1-3 класів, бо навчання під час війни не зараховувалось і учні пішли у ті самі класи. Навчали дітей О. Й. Шишко, Галина Павлівна та Валентина Павлівна Бутовські (дочки міс¬цевого дяка). Школа стала прогресивкою. А в 1948 р. -семирічною.
Починаючи з 1945—1946 н.р., в школу почали прибувати вчителі із східної України. Першими були Поліна Митрофанівна Грицай, Олександра Дмитрівна Бузунова (Сахарська), Галина Іванівна Марчишина (Гусарук).
З 1946—1947 н.р. і до 1961 р. школу очолював Ілля Степанович Козаченко. Його стараннями в 1957 р. було переобладнано під школу складське приміщення (З класні кімнати), в 1960 р. в колишній каплиці обладнано 4 кімнати для учнів початкових класів, які навчались у другу зміну, бо з 1955 р. був 8 клас, з 1956 — 9, з 1957 — 10 клас. Школа стає середньою. Зростає потреба у вчителях з вищою освітою. Ілля Степанович прагне залучати місцеві кадри. В 1954 р. в школу прийшла колишня учениця Г. Г. Вовк. Першим вчителем з вищою освітою був В. І. Твердохліб. Це була команда однодумців, учителів, які давали дітям міцні знання, хороше виховання. У старших класах цю естафету продовжували Ю. Д. Тарасюк, Г. І. Гусарук, О. О. Козаченко (заслужений учитель УРСР), В. І. Бабюк, Ю. С. Маркович, Ф. С. Пасєка, С. А. Ученко, В. В. Пащук, Л. Г. Кошицька.
```
З 1961 року школу очолює В.І.Бабюк. Він поставив собі за мету здійснити мрію І.С.Козаченка — побудувати нове приміщення школи. З великими труднощами до кінця 60-х йому вдалося виготовити проектно-кошторисну документацію,З 1973 по 1992 рік школу очолювала Тамара Кузьмівна Корсунь Завдяки спільним зусиллям навесні 1974 р. розпочали будівництво. 
```

З цього часу починається новий відлік часу в житті школи. Школа поповнилась молодими, творчими вчителями.
На їхню долю припало обживати нове приміщення. Це М. Ф. Похальчук, М. Г. Гусарук, М. А. Чопик, С. А. Ученко, З. Л. Мацюк, М. С. Булига, Г. І. Барабан, І. М. Смолярчук, О. В. Чалик, Г. П. Хмара, О. В. Вознюк, В. І. Соколик, І. О. Суходольський, В. А. Главацький, В. А. Сахарська, Г. Ф. Синіцька.
І ось 1 вересня 1977 року нова школа гостинно відчинила свої двері для 320 учнів. Збудував її колектив міжколгоспбуду (керівник Г. П. Корчинський) за кошти колгоспу імені Суворова (голова Д. І. Робейко). Багато праці вклали вчителі, батьки, учні. Їхніми стараннями одночасно було збудовано 50-метровий тир (військовий керівник М. С. Льовін), обладнано навчальні кабінети: математики (М. А. Чопик), фізики (М. С. Булига), української мови та літератури (С. А. Ученко), російської мови та літератури (О. В. Вознюк), біології (Г. П. Хмара), історії і суспільствознавства (В. В. Пащук). За підготовку до 1977—1978 н.р. школа посіла І місце і була відзначена Перехідним Червоним Прапором, грошовою премією.
За 40 років середню освіту здобули 1123 дітей. Золотими медалями відзначено 19 учнів, срібними — 9. Понад 320 випускників здобули вищу освіту і стали спеціалістами різних галузей народного господарства.
Сьогодні школа налічує 11 класокомплектів,  працює 27 вчителів. Кожного дня на дітей чекають 19 просторих класних кімнат, 10 навчальних кабінетів, сучасний комп’ютерний клас, бібліотека. До послуг учнів актовий зал, їдальня, спортивний зал, стадіон, дитячий ігровий майданчик, медичний пункт.